# Арсизак Адур
Арсизак Адур (фр. Arcizac-Adour) насеље је и општина у јужној Француској у региону Миди Пирене, у департману Горњи Пиринеји која припада префектури Тарб.
По подацима из 2011. године у општини је живело 512 становника, а густина насељености је износила 100,39 становника/km². Општина се простире на површини од 5,1 km². Налази се на средњој надморској висини од 410 метара (максималној 522 m, а минималној 385 m).

## Демографија
| 1962. | 1968. | 1975. | 1982. | 1990. | 1999. | 2011. |
| ----- | ----- | ----- | ----- | ----- | ----- | ----- |
| 356   | 360   | 378   | 440   | 449   | 471   | 512   |

График промене броја становника у току последњих година